# Genève Warriors
I Genève Warriors sono stati una squadra svizzera di flag football di Ginevra militante in NSFL, fondata nel 2007 e chiusa nel 2012.
Hanno vinto 4 NSFL Flag Bowl.

## Palmarès
- 4 NSFL Bowl Flag Élite (2008, 2009, 2010, 2011)